# 延平区
延平区（えんぺい-く）は中華人民共和国福建省南平市に位置する市轄区。

## 歴史
196年（建安元年）、前漢は侯官県北部に南平県を設置、379年（太元4年）、東晋により延平県と、更に南北朝時代の南朝宋により南平県と改称された。
唐代には620年（武徳3年）に延平郡とされ、五代十国時代では延平鎮、永平鎮、竜津県、鐔州、剣浦県と改称された。1302年（大徳6年）に再び南平県と改称された。
1956年、県城区に県級市の南平市を設置、1958年には南平県が廃止となり南平市に編入されている。1995年、南平地区が地級市の南平市に改編される際、県級南平市は延平区に改編された。

## 行政区画
下部に2街道、8鎮、3郷を管轄する。
- 街道
  - 梅山街道、黄墩街道、紫雲街道、四鶴街道、水南街道、水東街道
- 鎮
  - 来舟鎮、樟湖鎮、夏道鎮、西芹鎮、峡陽鎮、南山鎮、大橫鎮、王台鎮、太平鎮、塔前鎮、茫蕩鎮、洋後鎮、炉下鎮
- 郷
  - 巨口郷、赤門郷

## 交通

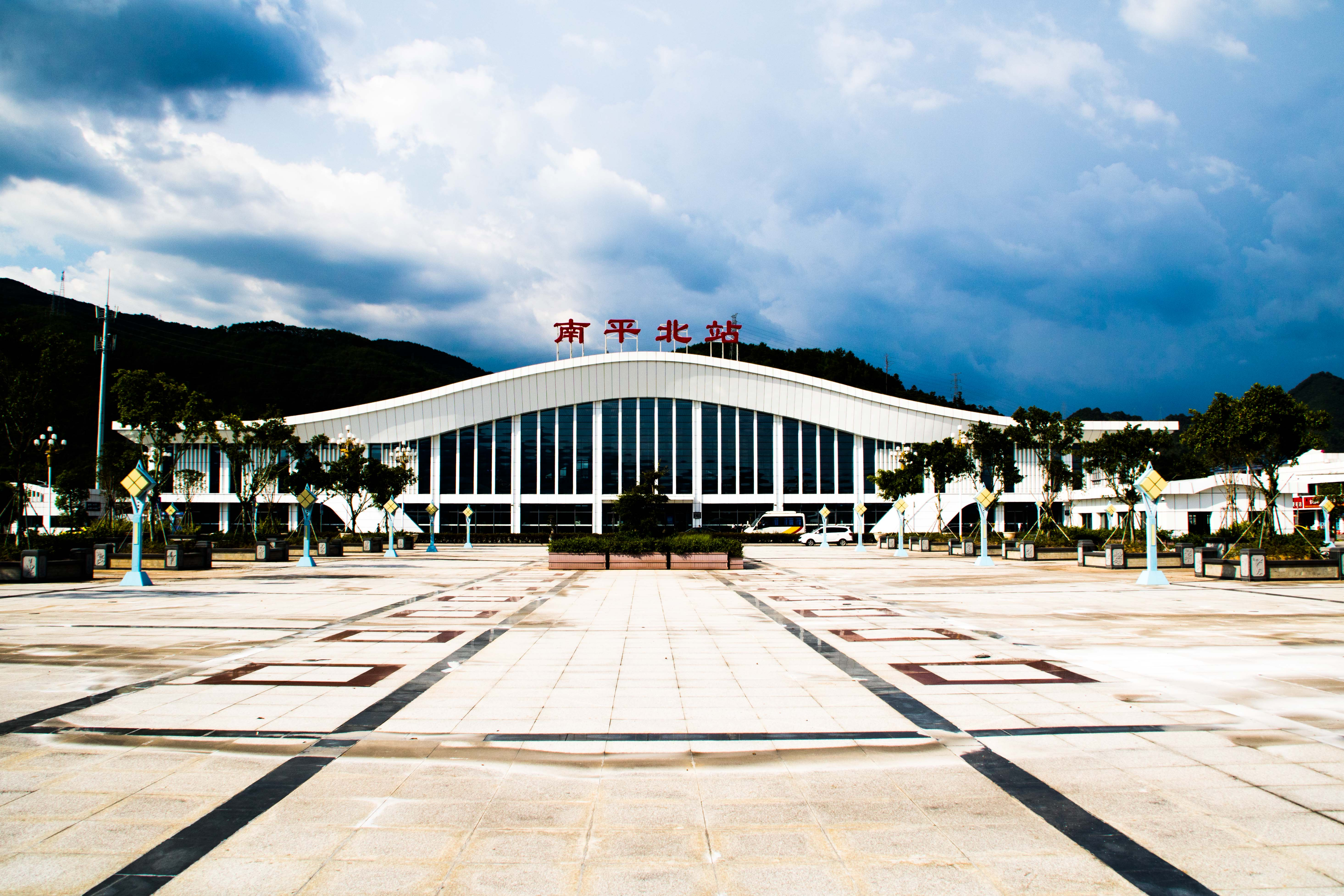
南平北駅(名称変更前の延平駅)

### 鉄道
- 中国鉄路総公司
  - 合福旅客専用線、南竜線
    - 延平駅(旧南平北駅)

  - 南竜線
    - 延平西駅

  - 峰福線
    - 延平東駅(旧南平南駅)

### 道路
- 高速道路
  - 京台高速道路
  - 長深高速道路
  - 福銀高速道路
  - 寧光高速道路
- 国道
  - G205国道
  - G316国道